# Heterospathe pilosa
Heterospathe pilosa là loài thực vật có hoa thuộc họ Arecaceae. Loài này được (Burret) Burret mô tả khoa học đầu tiên năm 1935.